# AH48
De Aziatische weg 48 (Engels: Asian Highway 48) is de kortste AH-weg. De totale lengte van de AH48 is één kilometer, die geheel in het Himalayaland Bhutan ligt. De weg begint in de stad Phuntsholing, in het zuiden van Bhutan, en loopt tot de grens met India.
De stad Phuntsholing staat door middel van een nationale snelweg in verbinding met de hoofdstad van Bhutan, Thimphu. De AH48 is in zijn geheel verhard.